# LAPES

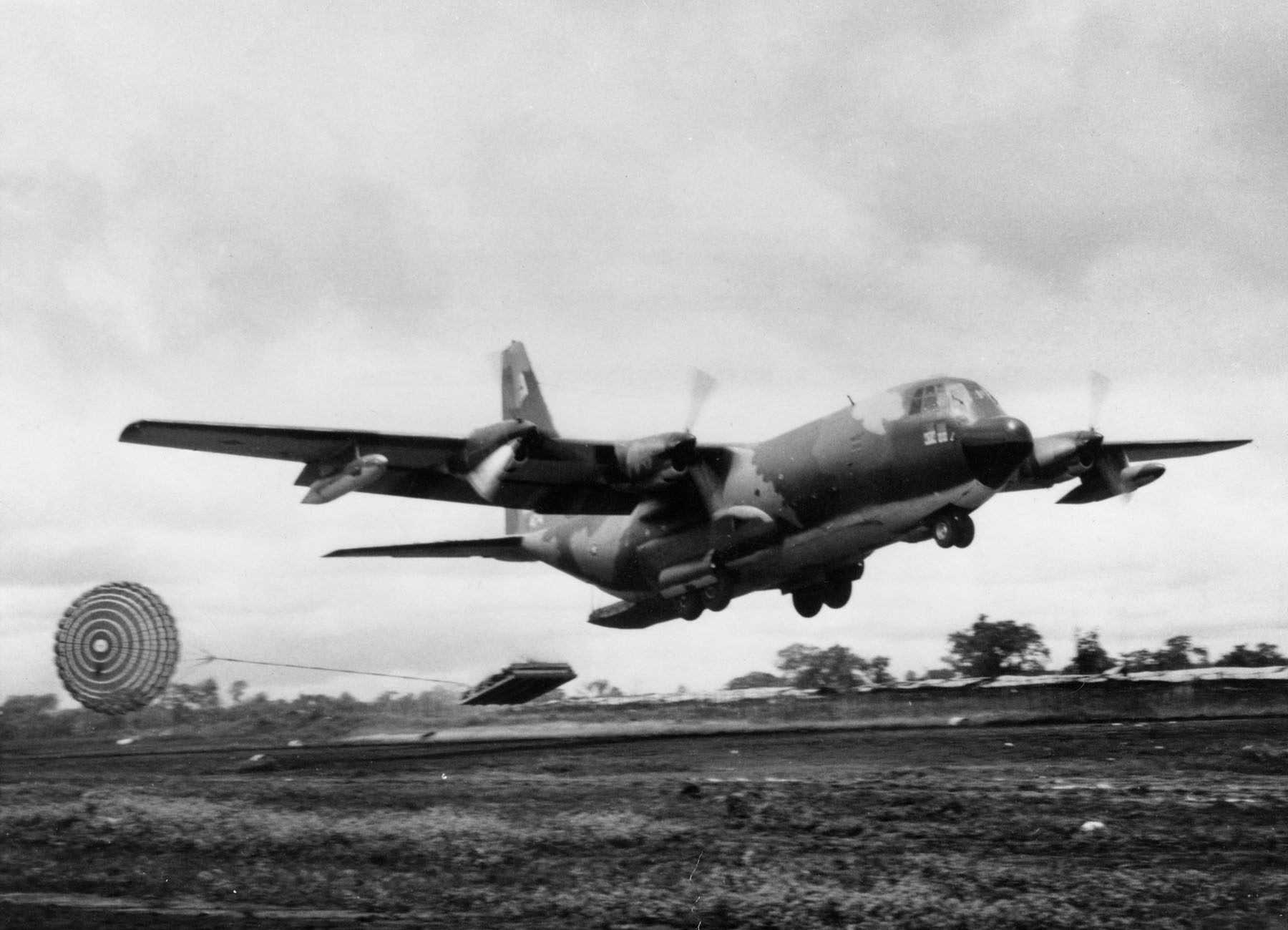
Egy C–130 Hercules LAPES alatt Khe Sanh-nál 1968-ban

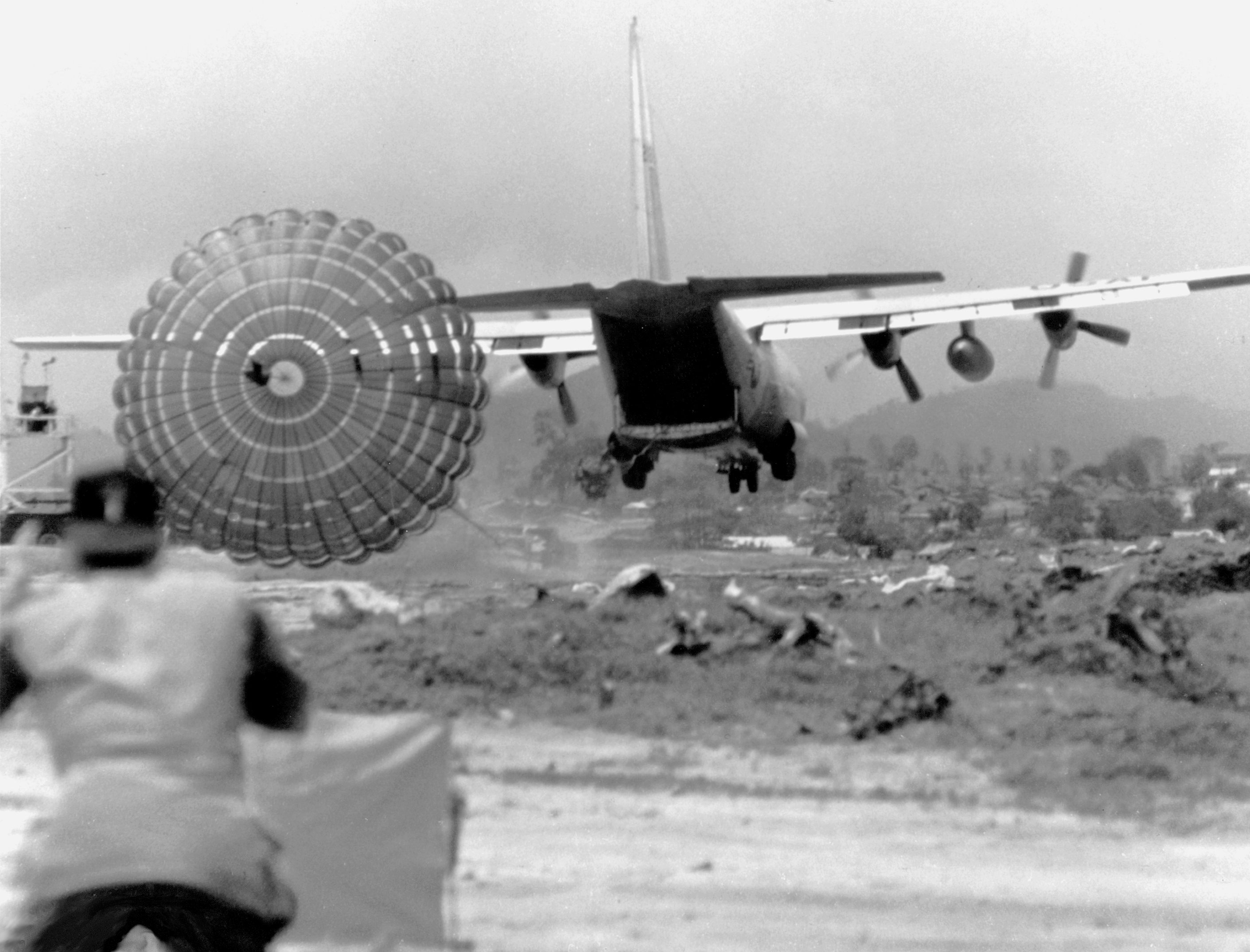
Az USAF egyik Hercules-e LAPES-sel juttat ellátmányt az 1. Lovashadosztály (1st Cavalry Division) katonáinak Khe Sanh repülőterén. A palettát körülbelül 1,5 méter magasból vetette ki

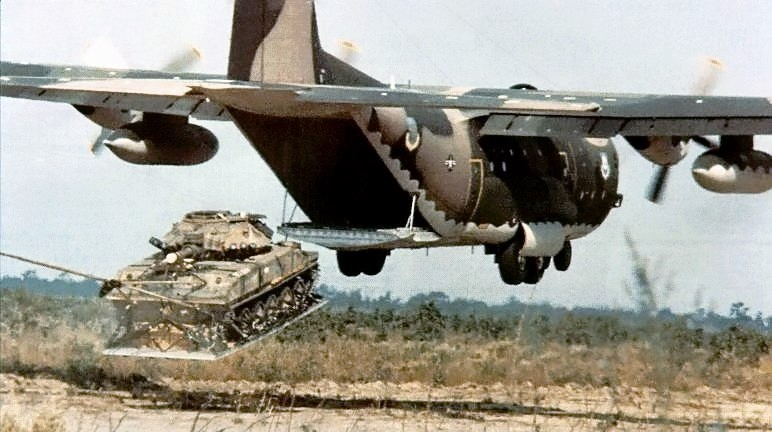
Egy M551 Sheridan-t deszantolnak LAPES segítségével egy C–130-ból

A LAPES (Low Altitude Parachute Extraction System, magyarul „kis magasságú ejtőernyős kivonórendszer”) a katonai légiszállítás egyik fontos deponálási művelete az 1960-as évek közepétől, mialatt a merevszárnyú repülőgép leszálló pozícióban, erőteljes süllyedést követően vízszintes földközeli repülés során a raktérből kihúzatja a raklapot az arra szerelt fékező ejtőernyő segítségével a kijelölt, erre felkészített területen. Körülbelül 17 tonnányi teher húzható ki egyszerre így a teherszállító repülőgépekből, miközben 1,5–3 méter magasan repül a földfelszín felett. A talajra kidobott rakomány rövid úthosszon belül megáll. Egyike a három tehertérből való teherdobásnak (kis-, nagysebességű és szabadesésű), a nagysebességű teherdobás egyik fajtája.
Ezzel a manőversorozattal a rakomány közvetlenül a saját csapatok közelébe juttatható, tartalmának hasznosítási ideje optimálisan kicsi lehet. Hátrányként említhető, hogy a rakomány kijuttatásához nagyobb előkészített területre van szükség, mint egy nagy magasságból történt teherdobáshoz, viszont a kis magasság és nagy sebesség miatt a környezeti hatásoknak (szél) és az ellenséges légelhárító tűznek kevésbé van kitéve mind a rakomány, mind a teherszállító repülőgép, lévén állandó mozgásban van. További hátrányként említhető, hogy az igen kis magasság miatt bármilyen pilótahiba könnyen gépvesztést vonhat maga után. Kockázata a nagy tömegű rakományok hátrafelé mozgásából ered. A hátrafelé mozgó rakomány miatt a tömegközéppont is hátrafelé vándorol, amit a pilóták a gép kis mértékű előre döntésével korrigálhatnak, illetve növelik a hajtóművek teljesítményét. Miután a rakat egyre nagyobb lassulással kijutott a géptörzsből, a gép tömegközéppontja hirtelen az eredetihez közeli állapotba áll vissza. Hogy ezt az előre bólintó mozgást ne kövesse katasztrófa, csak jól begyakorolt mozdulatokkal, felkészült pilótákkal kerülhető el. Szélnyírásos időben még nagyobb körültekintéssel hajtható csak végre. Kisebb tömegű rakományok kidobásakor nem keletkezik komolyabb súlypontvándorlás.
Az eljárást az amerikai haderő a 109. Quartemaster Company (Air Drop) segítségével fejlesztette ki és vezette be 1964-ben. A következő évben a 109-esek egyik alegységéből megszervezték a 383rd Quartermaster (Aerial Supply)-t és Vietnamba vezényelték. 1966 szeptemberében a 109-esek is követték őket a Cam Ranh öbölbe, és átvették a parancsnokságot. Naponta 226,8 tonna (250 short tons) rakományt juttattak célba. 1967 áprilisában, a Junction City hadműveletben egy összehangolt művelet során 456,3 tonna (503 short tonns) rakományt dobtak ki egy nap alatt Tay Ninh tartományban, a kambodzsai határ mentén, ami akkor rekordmennyiségnek számított. Ugyanebben az évben kezdték alkalmazni a LAPES-t is. Mindkét egység  vegyes teherdobási módokat alkalmazott a LAPES-szel együtt Khe Sanh ostroma alatt. A LAPES-t alapvetően olyan áruk földre juttatására akarták alkalmazni, amelyeket nem lehetett magasabbról kidobni (pl. robbanóanyagok, lőszerek), de később már gépjárműveket, könnyűharckocsikat, tüzérségi eszközöket is a célterületre juttattak a módszerrel. A műveletsorozatot a Fülöp-szigeteki Mactani légibázison tökéletesítették, Cebu mellett. A Khe Sanh-nál nyújtott kiemelkedő teljesítményükért – amellyel 8000 tonnányi ellátmányt (ebből 514,4 tonnányit (567 short tons) LAPES-el) juttattak el az ostromlott amerikai katonákhoz a 78 napos ostrom alatt – a 109-esek elnöki kitüntetésben (Presidential Unit Citation, PUC) részesültek 1969-ben.
A LAPES-hez egy erre a célra felkészített, megerősített, szabványos raklapot kezdtek alkalmazni. Mikor a gép a dobózónába ért, a pilóta igen alacsony magasságra, jellemzően 2 méter alá ereszkedett a géppel. A célterület előtt a kinyitott, lehajtott rakodórámpán át kidobták a kivonó fékezőernyőt. Ezután a fékernyő szabályosan kihúzta a raklapra nyűgözött árut és a felkészített, elegyengetett talajon pár 50-100 métert csúszva megállt, rakománytömegtől függően. A kivetést követően a pilóta biztonságban elhagyhatta a zónát alacsony magasságban, majd felemelkedve visszarepült a bázisra.
A manőver veszélyeire egy 1987. július 1-jén bekövetkezett tragédia is figyelmeztet: az Amerikai Légierő egyik C–130E-je (68-10945 c/n 4325) a Fort Bragg-ben megtartott Capabilities exercise (CAPEX) gyakorlat Sicily Drop Zone-jában kivetés közben a földnek csapódott, majd a sérült gép és legénysége végül elveszett, noha két nappal korábban hasonló körülmények között sikeresen gyakorolták a manővert. A háromfős személyzet meghalt, illetve egy másik katona a földön életét vesztette, további kettő pedig megsebesült.
A C–17 Globemaster III nehéz teherszállító repülőgépet is felkészítették erre a földközeli manőversorozatra. 1994. május 3-án hajtották végre a típussal az első LAPES-dobást a Légierő Repüléstesztelő Központjában (Air Force Flight Test Center, AFFTC). A teherdobást az első sorozatgyártott géppel végezték el, amelyből 3,04 tonnányi teszttömeget vontak ki 240 km/h-s (130 csomós) sebesség mellett, 0,61 méter magasságban, sikeresen.
Polgári célokra való alkalmazása is lehetséges, 1989-ben a BP forgatott egy reklámfilmet, amiben a rendszer is feltűnt.